# Nurra
Nurra és una regió històrica de Sardenya nord-occidental dins la província de Sàsser, que limita amb la subregió sarda del Tataresu al sud (límit marcat pel riu Mannu i els turons de Logudor), amb el golf d'Asinara al nord-est i el Mar de Sardenya a cap a l'oest.

## Comunicacions
La regió està travessada per l'autopista l'Alguer-Sàsser i la carretera Carlo Felice, que permeten un accés ràpid a tots els principals centres d'altres parts de la província de Sàsser. També acull l'Aeroport de l'Alguer-Fertilia. També és creuada en gran part pel ferrocarril Sàsser-l'Alguer.

## Història
Antigament el territori era ric en sal i jaciments de plata. Formà part del Jutjat de Torres. Des del segle xii pertanyia als Branca, una fracció de la família dels Doria que quan es va extingir la possessió judicial es va apoderar de la regió i la van embolicar en la guerra entre la República de Gènova i la Corona d'Aragó, que va assolar severament el nord-oest de Sardenya. El 1347 moltes aldees van ser abandonades. Les que van romandre patiren la guerra entre els catalans i el Jutjat d'Arborea. El 1391 Brancaleone Doria va envair el territori. El 1427 la ciutat de Sàsser va ser investida de poders feudals sobre la zona per tal de defensar-la dels possibles atacs de pirates de la costa nord-africana al golf d'Asinara.